# بارك بنجامين جونيور
بارك بنجامين جونيور (بالإنجليزية: Park Benjamin, Jr.)‏ هو محامي وضابط أمريكي، ولد في 1849 في نيويورك في الولايات المتحدة، وتوفي في 1922 في ستامفورد في الولايات المتحدة.